# فیژو
فیژو (به پرتغالی: Feijó, Acre) یکی از شهرستان های برزیل است که در اکری واقع شده‌است.

## خصوصیات
فیژو ۲۴٬۲۰۲ کیلومترمربع مساحت و ۳۲٬۳۱۱ نفر جمعیت دارد.